# Lou Pearlman
Louis Jay "Lou" Pearlman, anche conosciuto come Big Poppa o Incognito Johnson (New York, 19 giugno 1954 – Texarkana, 19 agosto 2016), è stato un manager e truffatore statunitense fondatore dell'etichetta discografica Trans Continental Records, attraverso la quale furono lanciate boy band degli anni novanta, come Backstreet Boys, *NSYNC, O-Town, LFO, Take 5, Natural ed US5, del gruppo femminile Innosense e di altri artisti come Aaron Carter, Jordan Knight, Smilez & Southstar e C-Note.

## Biografia
Personalità schiva e solitaria, descritto come dotato fin da giovanissimo di notevole intraprendenza e spirito imprenditoriale, Pearlman a metà anni 1970 interruppe gli studi universitari di economia per dedicarsi ai dirigibili: per qualche tempo lavorò alla Goodyear, dopodiché investì i propri risparmi in una propria società di aeronoleggio, la Airship Enterprises, cofondata con l'amico Alan Gross.
A seguito dello schianto di un dirigibile da loro noleggiato a uso pubblicitario, la società venne liquidata, ma Pearlman rimase nel settore con proprie società; oltre al noleggio di dirigibili, iniziò a occuparsi anche della compravendita di aerei privati.
Iniziò a interessarsi del mondo musicale allorché noleggiò un aereo ai New Kids on the block, rimanendo sorpreso del fatto che dei giovanissimi potessero sostenere il costo di un jet. A quel punto convertì la propria azienda in casa di produzione musicale e iniziò un vasto scouting, dal quale nacquero prima i Backstreet Boys e poi gli *NSYNC, che Pearlman legò a sé con contratti estremamente sbilanciati verso i propri interessi.
Con l'eccezione degli US5, tutti i gruppi musicali che hanno lavorato con Pearlman gli hanno fatto causa presso la Corte federale per dichiarazioni false e frode, e tutti i casi contro Pearlman sono stati vinti o si sono risolti con accordi extragiudiziari. I suoi problemi con la legge iniziarono quando Brian Littrell assunse un avvocato affinché facesse luce sui motivi per i quali il suo gruppo, i Backstreet Boys avessero percepito sino a quel momento soltanto 300 mila dollari in totale, mentre Pearlman e la sua etichetta discografica guadagnavano milioni.
Nel 2007 Vanity Fair ha riportato la notizia che giravano alcune voci relative ad alcuni comportamenti sessuali ritenuti non adeguati di Pearlman nei confronti dei suoi clienti e dei suoi impiegati. La cosa è stata parzialmente confermata da Jane Carter, madre di Aaron Carter e Nick Carter, e da Rich Cronin dei LFO, benché sia invece stata smentita categoricamente da Lance Bass degli *NSYNC, mentre lo stesso Nick Carter intervistato sull'argomento ha lasciato intendere che l'amarezza può essere un fattore determinante per scatenare accuse sessuali.
Nel 2006 inoltre si scoprì che Pearlman aveva perpetrato per oltre venti anni uno dei più grandi e duraturi schemi Ponzi nella storia americana, che si era retto per diverso tempo proprio grazie al reimpiego degli incassi delle boy band; una volta saltato il "sistema", si erano accumulati oltre trecento milioni di dollari di debiti. Dopo essere stato catturato in Indonesia nel 2007, dove era fuggito sotto falso nome, Pearlman fu estradato negli USA e rinviato a giudizio; dichiaratosi colpevole di riciclaggio di denaro sporco, associazione a delinquere e false dichiarazioni nel corso di una procedura fallimentare, nel 2008 venne condannato a oltre 25 anni di carcere.
È morto in carcere il 19 agosto 2016 a seguito di un ictus all'età di 62 anni.